# Konkubiner inom islam

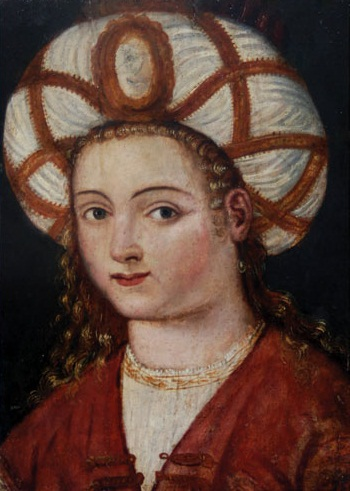
Roxelana var offer för slavhandeln på Svarta havet och blev konkubin till sultan Suleiman den magnifike, och slutligen umm al-walad när sultanen erkände faderskapet till det barn hon födde.

Inom islamisk rätt definierades en konkubin (arabiska: surriyya) som en kvinnlig slav med vilken hennes ägare hade sexuellt umgänge. Sexuellt umgänge mellan en man och hans kvinnliga slav definierades inte som utomäktenskapligt sex i islamisk lag trots att parterna inte var gifta, och en kvinnlig slavs barn definierades inte som utomäktenskapligt om fadern erkände barnet, trots att det var fött utanför äktenskapet. 
Enligt koranen godkändes sexuellt umgänge enbart inom äktenskapet, eller mellan en man och hans konkubin. Ingen muslimsk kvinna kunde ha sexuellt umgänge med någon annan man än sin äkta make. En konkubin var därför inte en fri muslimsk kvinna utan per definition en slav, enligt principen Ma malakat aymanukum. Ingen muslimsk kvinna fick vara slav, och konkubinen var därför av icke muslimskt ursprung. 
Den islamiska rätten tillät en man att ha fyra hustrur, men det fanns ingen begränsning för hur många slavkonkubiner han fick ha. Profeten Muhammed hade själv flera slavkonkubiner, av vilka den mest kända var Maria al-Qibtiyya. Abu ‘Ubaydah sade om Muhammed:
"Han hade fyra [konkubiner]: Mariyah, som var mor till hans son Ibraaheem; Rayhaanah; ytterligare en vacker slavkvinna som han anskaffade som krigsfånge; och en slavkvinna som gavs till honom av Zaynab bint Jahsh.""
Trots att sex utanför äktenskapet räknas som en synd (zina) inom islam, räknades inte sex mellan en man och hans konkubin som zina, trots att partnerna inte var gifta med varandra. 
Islam förbjöd formellt sett prostitution, men tillät män att utnyttja sina slavinnor sexuellt, och prostitution bestod därför ofta av att en hallick sålde sin slavinna på bazaaren till en man, som lämnade tillbaka henne till hennes förra ägare sedan han hade haft samlag med henne; detta var en form av prostitution som var laglig och accepterad.
En man fick enligt islamisk rätt använda preventivmedel med sina slavkvinnor för att förhindra av honom oönskade graviditeter.  Om en man erkände det barn han fick med sin slavkonkubin som sitt, uppnådde modern status som Umm walad, vilket innebar att hon inte längre kunde säljas, och blev fri vid sin ägares död.
Ett erkänt barn till en muslimsk man och hans slavkonkubin räknades inte som utomäktenskaplig, trots att det inte var fött inom äktenskapet. 
Sexuellt slaveri av konkubiner av icke muslimskt ursprung förekom i muslimska länder så länge slaveriet var lagligt i dem. I de flesta muslimska länder var slaveri lagligt till in på 1900-talet, och konkubiner förekom omvittnat i dessa länder fram till slaveriets avskaffande. 
Ahmad bin Yahya, kung i Yemen 1948-1962, uppgavs ha haft 100 konkubiner i sitt harem tills slaveriet avskaffades 1962; den saudiska kungens son prins Talal frigav femtio konkubiner i augusti 1962, strax före avskaffandet av slaveriet 1962; och Said bin Taimur, sultan av Oman 1932-1970, hade ett harem av omkring 150 konkubiner i sitt harem  före avskaffandet av slaveriet i Oman 1970.
Ett sent exempel är Baraka Al Yamaniyah (död 22 augusti 2018), en konkubin av afrikanskt ursprung som ägdes av kung Ibn Saud Abdulaziz av Saudiarabien (regent 1932-1953) och mor till prins Moqren bin Abdul Aziz, som föddes 1945 och var kronprins 2015.